# Ваду Анеј (Илфов)
Ваду Анеј (рум. Vadu Anei) насеље је у Румунији у округу Илфов у општини Бранешти. Oпштина се налази на надморској висини од 68 m.

## Становништво
Према подацима из 2002. године у насељу је живело 33 становника, од којих су сви румунске националности.